# Слава (подводница)
Вижте пояснителната страница за други значения на Слава.
„Слава“ е подводница на военноморския флот на България.
Произведена е в Съветския съюз по проект „633“ или НАТО-клас „Ромео“ през 1959 г. Носи името „Ленински комсомол“ до 1991 г., когато е преименувана. В българските ВМС влиза на въоръжение през декември 1985 г. Първият ѝ командир под български флаг е капитан лейтенант Дарин Матеев. През 1989 г. „Слава“ е обявена за „подводна лодка първенец на ВМС“. През 1990-те години не се използва активно, поради привършване на ресурса на батерията, която бива сменена през 1998 г. След влизането на България в НАТО подводницата участва в множество съвместни учения, като през 2007 г. участва в учение за спасяване на екипаж на аварирала подводница, завършило успешно. Най-дългогодишният ѝ командир е кап. I ранг Камен Кукуров.
„Слава“ е дълга 76 m, широка – 7 m, има дълбочина на газене 6 m. Максималната дълбочина на потапяне е 300 m. Развива максимална скорост на повърхността 15,3 възела, а под вода – 13,2 възела. Силовата установка е от 2 дизелови и 2 електродвигателя, които задвижват 2 винта. Подводницата разполага с 6 торпедни апарата на носа и 2 на кърмата. Общо 54 души екипаж се грижат за управлението, поддържането на системите и въоръжението.
На официална церемония през ноември 2011 г. подводницата е извадена от състава на Военноморските сили и дарена на община Варна. На 29 ноември 2019 г. подводницата е пребазирана в пристанището в Белослав, в близост до Музея на стъклото, а от август 2020 г. е превърната в музей и е отворена за посещения.